# Uroobovella euris
Uroobovella euris es una especie de arácnido del orden Mesostigmata de la familia Urodinychidae.

## Distribución geográfica
Se encuentra en Reino Unido.